# Lissoclinum rubrum
Lissoclinum rubrum is een zakpijpensoort uit de familie van de Didemnidae. De wetenschappelijke naam van de soort werd in 1975 voor het eerst geldig gepubliceerd door Françoise Monniot.